# 大泉芽衣子
大泉 芽衣子（おおいずみ めいこ、1973年5月13日 - ）は、日本の小説家。埼玉県北葛飾郡出身。早稲田大学第二文学部卒業。

## 経歴
2001年、「夜明けの音が聞こえる」で第25回すばる文学賞受賞。現在はオンライン家庭教師として国語教師をしている。

## 作品リスト

### 単行本
- 『夜明けの音が聞こえる』（2002年1月10日、集英社、ISBN 9784087745665）
  - 初出:『すばる』2001年11月号

### 単行本未収録作品
- 降ろされた物語のために（『すばる』2002年6月号）
- PLUTO（『すばる』2003年1月号）
- 父と遊んで（『すばる』2005年2月号）